# Ferdinand Flintén
Ferdinand Flintén (även känd som Merkurius Månberg i tidig översättning, samt Hippolytos Calystén i modern översättning; Hippolyte Calys på franskt originalspråk) är en seriefigur som medverkar i Tintin-albumet Den mystiska stjärnan av Hergé. Figuren gör debut på sida 4 i albumet. Flintén är en självupptagen och temperamentsfull professor som arbetar med astronomi på ett observatorium.
Flintén dyker bara upp i Den mystiska stjärnan. Men Hergé och hans medarbetare hade planer på att återanvända honom till Månen tur och retur. Hans roll byttes dock ut mot Frank Wolff.
I Belvisions filmatisering av Den mystiska stjärnan ersattes Flintén med Professor Kalkyl.